# 羽谷勝太
羽谷 勝太（はたに しょうた、1996年7月23日 - ）は、日本の俳優、モデル。大阪府枚方市出身。GROVE所属。あめんぼぷらすのメンバー。

## 来歴
2018年11月に幼なじみのおまつと「あめんぼぷらす」としてYouTube活動を開始。2022年7月にチャンネル登録者数100万人を突破。
2022年からは俳優やモデルとしての活動を開始。同年5月18日から22日までこくみん共済 coop ホール／スペース・ゼロにて行われた舞台『アオアシ』で舞台に初出演し、俳優デビュー。
2023年2月3日、Amazon Prime Videoにて配信のオリジナルドラマ『A2Z』の第10話にゲスト出演し、ドラマ初出演。同年10月15日から12月17日まで放送のTBS系日曜劇場『下剋上球児』にライバル校・星葉高校のエース・児玉拓海役として出演し、テレビドラマ初出演。同年11月10日、映画『TOKYO, I LOVE YOU』で映画初出演。

## 出演

### テレビドラマ
- 下剋上球児（2023年10月15日 - 12月17日、TBS） - 児玉拓海 役[3]
- ハイエナ 第3話（2023年11月3日、テレビ東京） - 黒服 役[4]
- 君とゆきて咲く〜新選組青春録〜（2024年4月25日 - 9月12日、テレビ朝日） - 南無之介 役[5]
- 科捜研の女 season24  第8話  (2024年8月28日、テレビ朝日)    - 松井陸 役
- 海に眠るダイヤモンド（2024年10月20日 - 12月22日、TBS） - 銀太 役[6]
- イグナイト -法の無法者- 第2話・第9話 - 最終回（2025年4月25日・6月13日 - 27日、TBS） - 萩原刑事 役[7]

### 映画
- TOKYO, I LOVE YOU（2023年11月10日公開） - ハル役

### テレビ
- 全力坂（2023年10月19日・11月2日、テレビ朝日）

### ウェブ
- A2Z 第10話（2023年2月3日 - 、Amazon Prime Video）
- 「Tokyo 30s Lady. - 大人の愛のトリセツ - with anan」#3「結婚とキャリア」（2023年12月30日 - 、AbemaTV）

### 雑誌
- GIANNA BOYFRIEND[8]- レギュラーモデル（2022年9月 - 、ナンバーセブン）
- FINEBOYS[9]（2022年9月、日之出出版）
- FINEBOYS（2022年10月、日之出出版）
- FINEBOYS（2022年8月、日之出出版）
- FINEBOYS（2022年9月、日之出出版）

### ミュージックビデオ
- 鈴木鈴木「1番近くで[10]」
- GReeeeN「WONDERFUL[11]」

### 舞台
- アオアシ（2022年5月18日 - 22日、こくみん共済 coop ホール／スペース・ゼロ） - 金田晃教役[1]
- アルブス・リベリオン－異説・坂本龍馬録－（2022年7月13日 - 17日、新宿村LIVE） - 白橡役[12]
- コントライブ『区立すーぱーうるとらスゲェふぁいやーこんと小学校ざ・ふぁいなる[13]』（2022年8月31日 - 9月4日、スクエア荏原ひらつかホール）[14]
- 天竺生地 vol.1（2022年10月2日、バルスタジオ）

### CM・広告
- 「DIGIMON SEEKERS[15]。」実写トレイラー映像（2023年2月12日） - 主演：エイジ 役[16]
- めちゃコミック（めちゃコミ）「めちゃコミックで恋をしよう。」
- 三井住友銀行「【Olive】Oliveな人 羽谷勝太さん篇」2023年